# Straubing-Holland

Wappen der Herzöge von Straubing-Holland

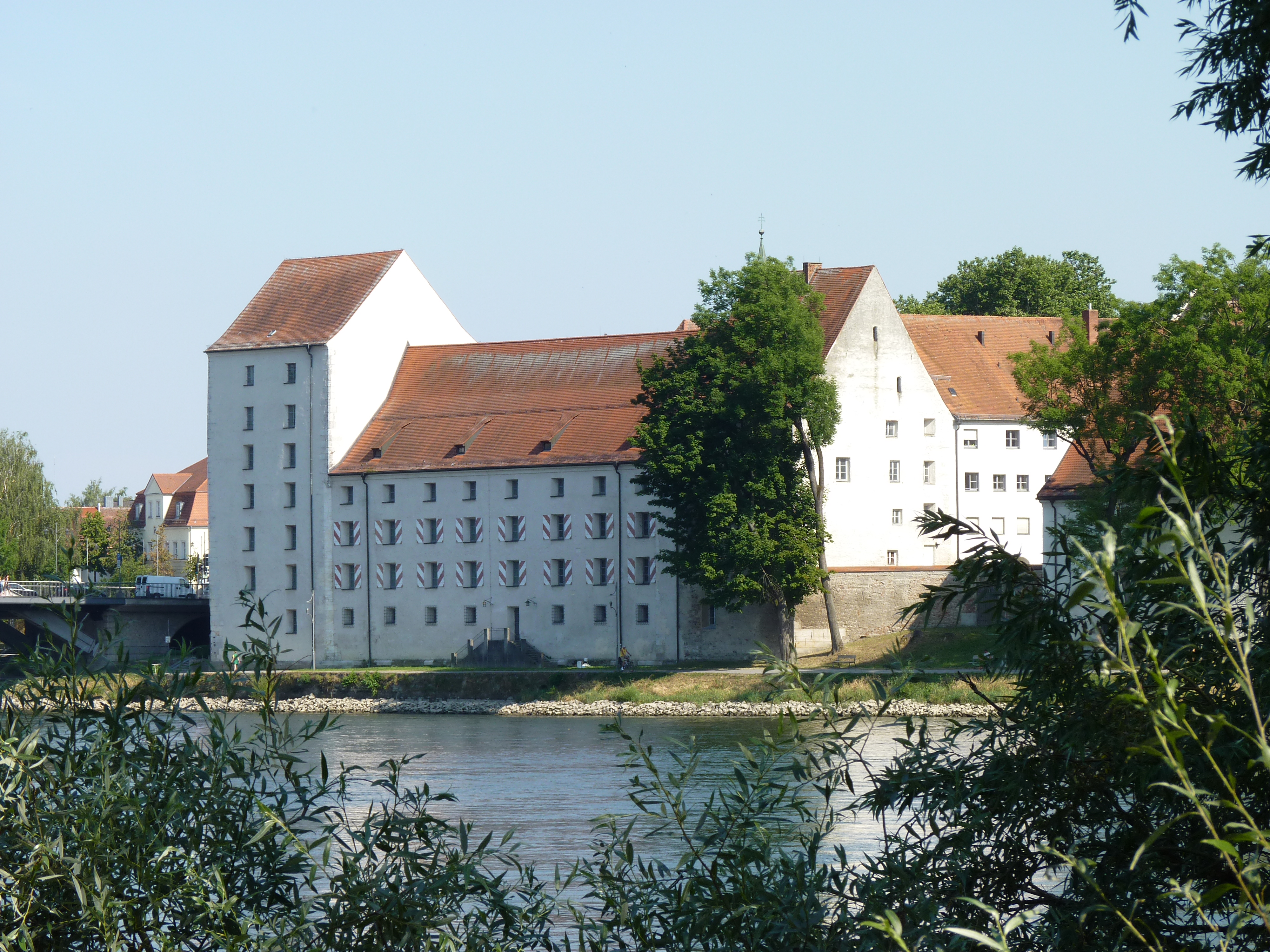
Herzogsschloss Straubing

Das wittelsbachische Teilherzogtum Straubing-Holland (auch Niederbayern-Straubing-Holland, Niederbayern-Straubing, Bayern-Straubing-Holland oder Bayern-Straubing) umfasste Teile des heutigen Niederbayern und der östlichen Oberpfalz („Straubinger Ländchen“) sowie die niederländischen Grafschaften Hennegau, Holland, Seeland und Friesland. Es bestand von 1353 bis 1425/29 und wurde von Straubing und Den Haag aus regiert. Das Herzogtum entstand in der Folge der wittelsbachischen Erbteilungen nach dem Tod des römisch-deutschen Kaisers Ludwigs des Bayern und zerfiel, als die Straubinger Linie im Mannesstamm ausstarb. Unter der Herrschaft der Herzöge von Straubing-Holland, die durch Ehebündnisse mit allen bedeutenden Nachbarn verbunden waren, wurde die Grundlage der niederländischen See- und Handelsmacht gelegt.

## Zeitgeschichtlicher Hintergrund

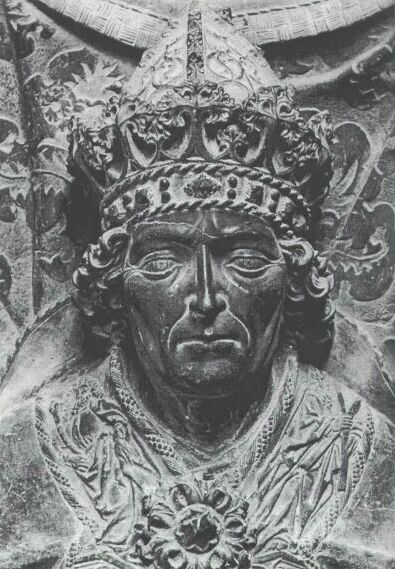
Kaiser Ludwig der Bayer (Grabplatte in der Münchner Frauenkirche)

Mit Ludwig dem Bayern, dem Stammvater des Hauses Straubing-Holland, hatte 1314 erstmals ein Wittelsbacher den Thron des Heiligen Römischen Reiches bestiegen. Seine Position war aber aufgrund der gleichzeitigen Wahl des Habsburgers Friedrichs des Schönen alles andere als sicher. Umso wichtiger war daher eine energische Hausmachtpolitik Ludwigs. Er sicherte sich die Mark Brandenburg und Tirol und erwarb durch seine Ehe mit der Tochter Wilhelms III. von Avesnes Ansprüche auf Hennegau, Holland und Seeland. Durch diese Ehe wurde er Schwager des jungen Königs von England, Eduard III., der sich massiv im Reich engagierte. Eduard beanspruchte als Enkel König Philipps IV. die französische Krone und wollte Partner für seinen Krieg gegen Frankreich gewinnen.
Die letzten Regierungsjahre Kaiser Ludwigs waren von einer Schaukelpolitik zwischen Eduard und dessen französischem Kontrahenten Philipp VI. geprägt. Es gelang ihm zwar, sich aus dem 1337 ausbrechenden Hundertjährigen Krieg zwischen England und Frankreich weitgehend herauszuhalten, die Reichsfürsten waren aber dennoch unzufrieden und wählten 1346 den Luxemburger Karl IV. zum König. Ludwigs überraschender Tod im Oktober des darauffolgenden Jahres entschied die Machtfrage zugunsten des Hauses Luxemburg, die für die nächsten neunzig Jahre mit einer wittelsbachischen Unterbrechung, Ruprecht von der Pfalz, den römisch-deutschen König stellen sollten. Das Jahr 1347 erlangte aber noch in ganz anderer Hinsicht Bedeutung: Der Schwarze Tod erreichte Europa und führte zu einem massiven Bevölkerungsrückgang.

## Geschichte

### Entstehung
1345 war Wilhelm von Avesnes, der letzte Graf von Hennegau, Holland, Seeland und Friesland, im Kampf gegen aufständische Friesen gefallen. Kaiser Ludwig der Bayer sicherte daraufhin seiner Dynastie die freiwerdenden Territorien. Er belehnte kurzerhand seine zweite Ehefrau Margarethe, die älteste Schwester Wilhelms, mit den Grafschaften. Die Erbansprüche der anderen Schwestern und die Tatsache, dass das Frauenerbrecht nur im Hennegau, aber nicht in Holland und Seeland üblich war, überging der Wittelsbacher. Der englische König Eduard III., der mit Margarethes Schwester Philippa von Hennegau verheiratet war, verzichtete auf die Grafschaften, da er Ludwigs Unterstützung für seinen Krieg mit Frankreich nicht verlieren wollte.

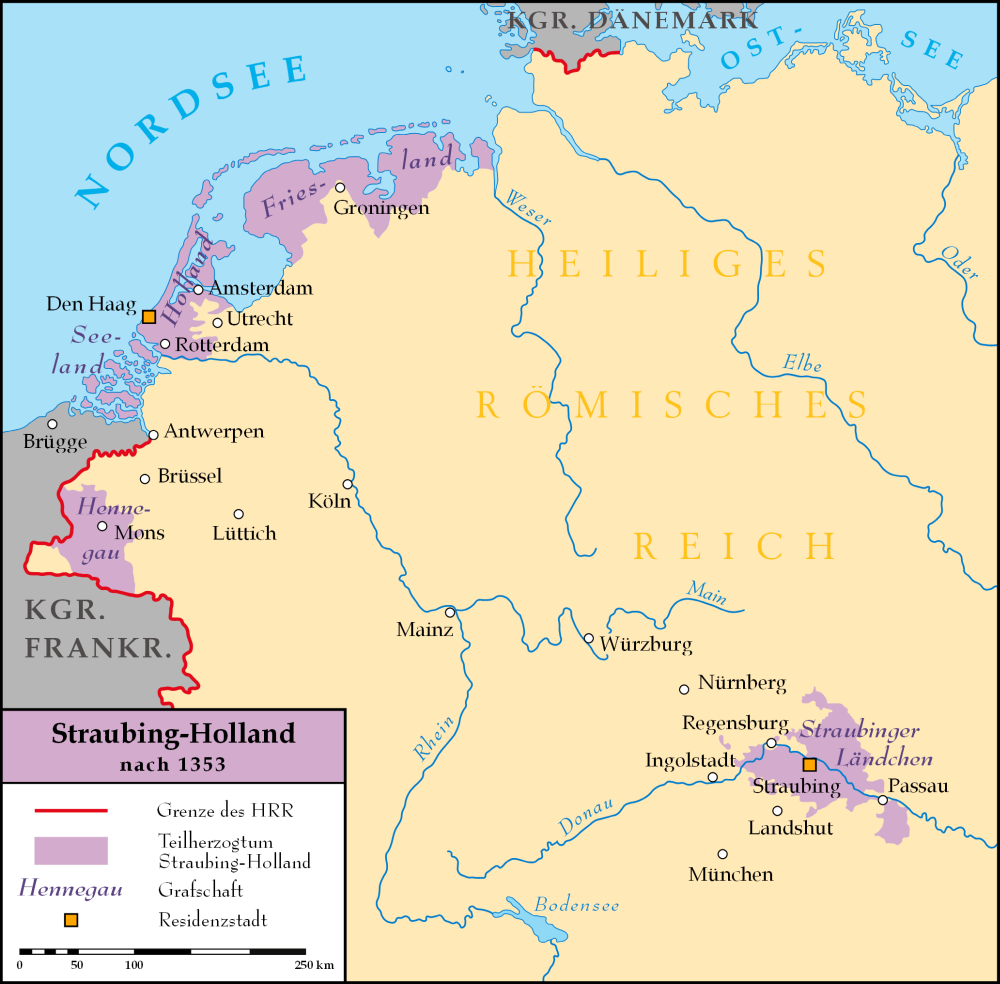
Straubing-Holland nach 1353

Erwartungsgemäß kam es zu Schwierigkeiten. Margarethe musste ihren erst fünfzehnjährigen Sohn Wilhelm I. als Stellvertreter einsetzen, um die aufgebrachten Landstände zu beruhigen. 1346 erließ Ludwig der Bayer eine Erbschaftsregelung, in der er festlegte, dass Wilhelm beim Tod seiner Mutter die Herrschaft in den neu erworbenen Territorien übernehmen sollte. Im Fall seines Ablebens würden die Länder an Albrecht I. fallen, seinen dritten Sohn mit Margarethe. Ludwig der Römer als ältester Sohn Margarethes verzichtete auf das niederländische Erbe. Kaiser Ludwig der Bayer starb bereits ein Jahr später auf der Jagd in der Nähe des Klosters Fürstenfeld. Seine sechs Söhne wurden seine Nachfolger.

### Regierung Wilhelms I. und Albrechts I.
Ludwigs Söhne teilten 1349 im Landsberger Vertrag das Erbe ihres Vaters unter sich auf. Stephan II., Wilhelm I. und Albrecht I. erhielten Niederbayern, Wilhelm und Albrecht außerdem die niederländischen Besitzungen. Die beiden jüngeren Brüder Wilhelm und Albrecht verlangten von Stephan bald eine genauere Abgrenzung ihres niederbayerischen Erbes. Diese erfolgte am 3. Juni 1353 im Regensburger Vertrag. Stephan II. erhielt den Süden Niederbayerns mit der Hauptstadt Landshut, während Wilhelm und Albrecht das so genannte Straubinger Ländchen zugewiesen bekamen.
Dieses Gebiet erstreckte sich als ein breites Band zu beiden Seiten der Donau von Kelheim im Westen bis Schärding im Osten, und von Furth im Wald im Norden bis Dingolfing im Süden. Es zeichnete sich durch eine im Vergleich zu anderen Territorien jener Zeit erstaunliche Geschlossenheit aus. Das Straubinger Ländchen war zwar finanziell weniger ertragreich als das reichere Landshuter Gebiet, aber etwa genauso groß wie dieses. Die Grafschaften Hennegau, Holland und Seeland waren nicht Gegenstand dieses Vertrages, weil sie ja schon 1346 von Ludwig dem Bayern ausdrücklich an Wilhelm und Albrecht vererbt worden waren. Dies war die Geburtsstunde des Herzogtums Niederbayern-Straubing-Holland.

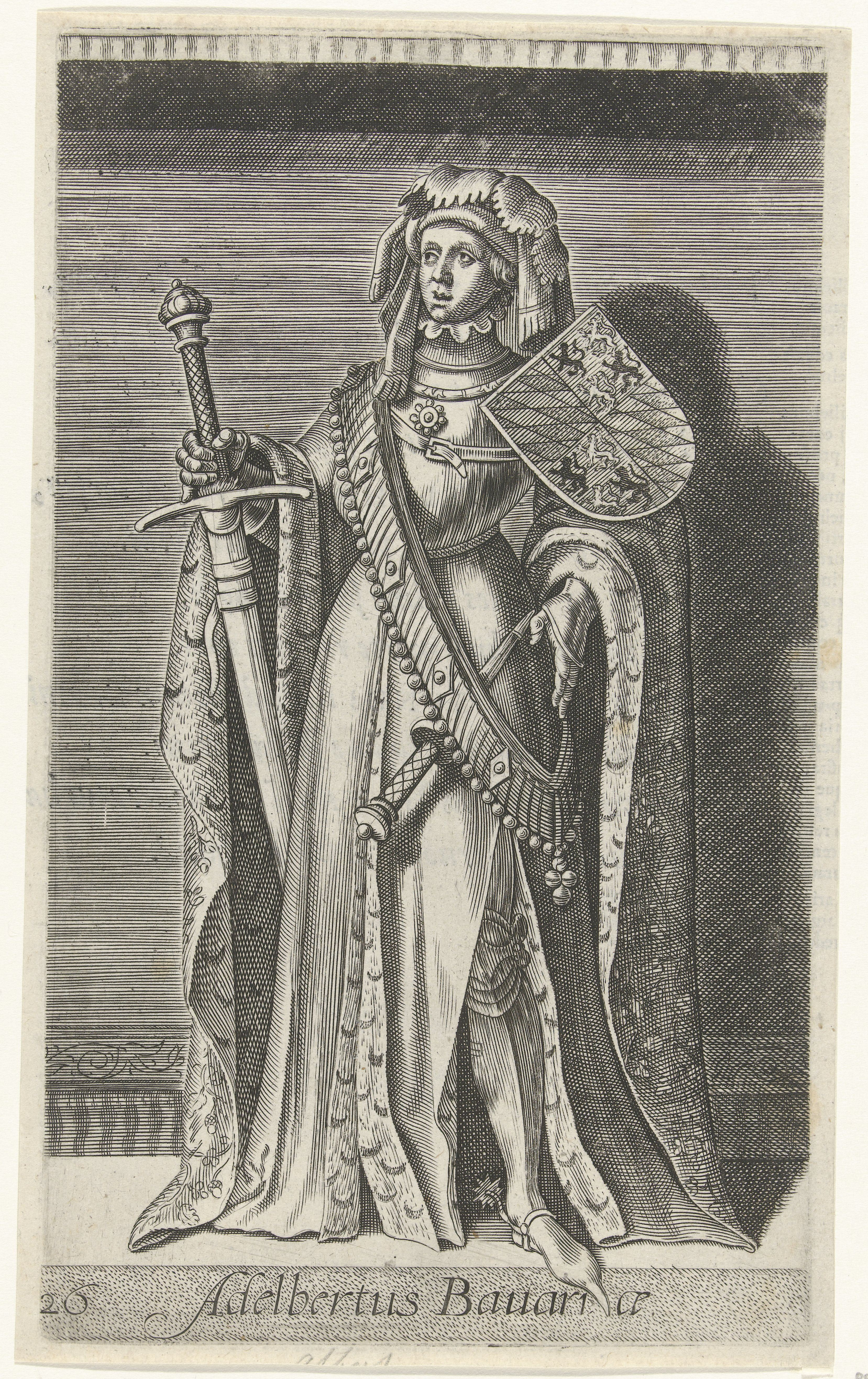
Albrecht I. von Straubing-Holland (aus Michiel Vosmeer, Principes Hollandiae et Zelandiae, Antwerpen 1578)

Zwischen den beiden Brüdern Wilhelm und Albrecht kam es zu keiner weiteren Landesteilung. Sie vereinbarten lediglich eine faktische Trennung ihrer Interessenbereiche. Während sich Wilhelm ganz auf die niederländischen Territorien konzentrieren wollte, in denen er schon seit einigen Jahren als Statthalter seiner Mutter regierte, übernahm Albrecht Niederbayern-Straubing. Nach dem Ende der ersten Phase des Haken-und-Kabeljau-Krieges beherrschte Wilhelm seit 1354 Holland, Seeland und Friesland, seine Mutter den Hennegau. Mit dem Tod Margarethes 1356 fiel auch Hennegau an Wilhelm. 1357 gab Albrecht während eines Konfliktes mit dem Königreich Böhmen die Stadt Schärding den Habsburgern als Pfand, gewann sie aber später im Frieden von Schärding wieder zurück.

### Alleinregierung Albrechts I.
Der junge Herrscher Albrecht hatte gerade begonnen, eine neue, standesgemäße Herzogsburg errichten zu lassen, als er Ende 1357 in die Niederlande abberufen wurde. Sein Bruder hatte einen Schlaganfall erlitten, von dem er sich nicht wieder erholte. Er galt von da an als geisteskrank und regierungsunfähig.
Die niederländischen Stände wandten sich nun hilfesuchend an Albrecht, den nächsten Erbberechtigten. Der scheint nicht gezögert zu haben, sein Straubinger Territorium zu verlassen und reiste Richtung Den Haag. Er wurde von einer Gruppe niederbayerischer Adeliger begleitet, die im Norden hohe Verwaltungsposten einnehmen sollten. Albrecht fand dort alles andere als geordnete Zustände vor. Ihm gelang es jedoch durch eine kluge, auf Ausgleich und Wirtschaftsförderung bedachte Politik, die Herrschaft der Wittelsbacher im Norden sowohl gegen aufständische Friesen zu sichern als auch die Parteikämpfe zwischen altadligen „Hoeken“ und städtischen „Kabeljauwen“ vorläufig zu beenden. Sein regierungsunfähiger Bruder Wilhelm fristete den Rest seines noch recht langen Lebens im hennegauischen Schloss Le Quesnoy, bevor er 1389 starb.
Außenpolitisch bemühte sich Albrecht um Neutralität und möglichst vielseitige Bündnisse mit den Nachbarn seiner Territorien. Seinen jüngsten Sohn Johann III. ließ er im Alter von kaum fünfzehn Jahren auf den Bischofsstuhl von Lüttich wählen. Johann amtierte fast drei Jahrzehnte lang als Fürstelekt, ohne jemals die Bischofsweihe empfangen zu haben.
Insbesondere Albrechts ehrgeizige Heiratspolitik fand weithin Beachtung. Die von ihm organisierte Doppelhochzeit von Cambrai im Jahr 1385, bei der sein ältester Sohn Wilhelm II. eine Tochter des mächtigen Burgunderherzogs Philipps des Kühnen heiratete und sich dessen Sohn Johann Ohnefurcht gleichzeitig mit Albrechts Tochter Margarete vermählte, war ein Großereignis von europäischem Rang. Die gut 20.000 geladenen Gäste, die sich in den Straßen von Cambrai drängten, feierten acht Tage lang. Sie konnten dabei auf so hochrangige Gratulanten wie den französischen König Karl VI. treffen.
Albrechts zweiter Sohn Albrecht II. übernahm ab 1387 die Statthalterschaft in Niederbayern-Straubing. Er starb jedoch bereits nach 10-jähriger Regierungszeit im Jahr 1397, sodass die Statthalterschaft an Johann III. überging. Dieser hielt sich aber höchst selten in Straubing auf, weil er von turbulenten Ereignissen in den Niederlanden in Atem gehalten wurde. So wurde Niederbayern-Straubing wieder von Pflegern und Viztumen regiert, von denen einige zu beträchtlichem Einfluss gelangten. Als Albrecht I. 1404 nach 50-jähriger Herrschaftszeit starb, befand sich sein Herzogtum in einem sowohl innenpolitisch stabilen als auch wirtschaftlich prosperierenden Zustand.

### Regierung Wilhelms II. und Johanns III.

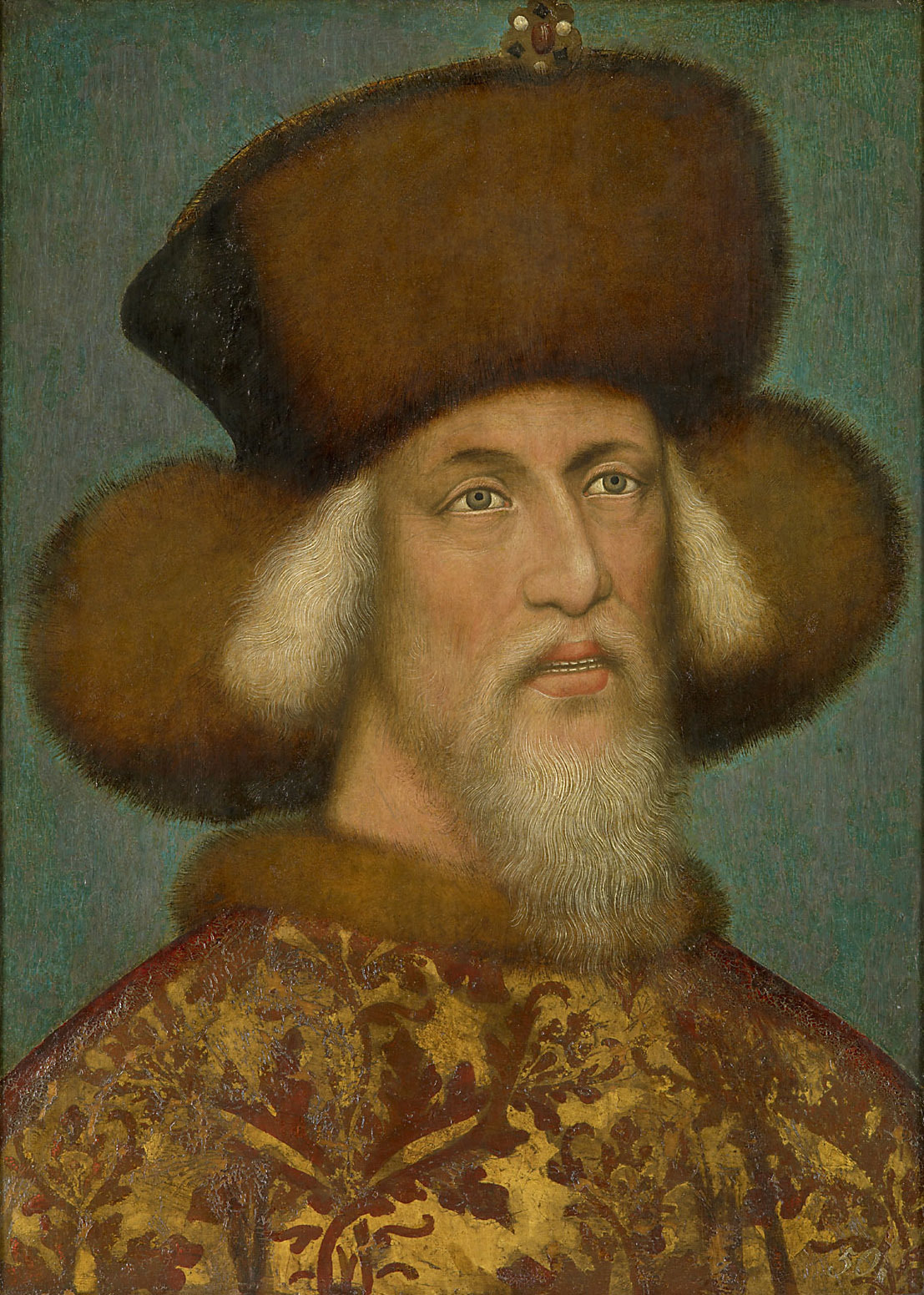
König Sigismund besuchte 1422 Straubing und entschied 1429 über die Aufteilung Bayern-Straubings (zeitgenössisches Gemälde).

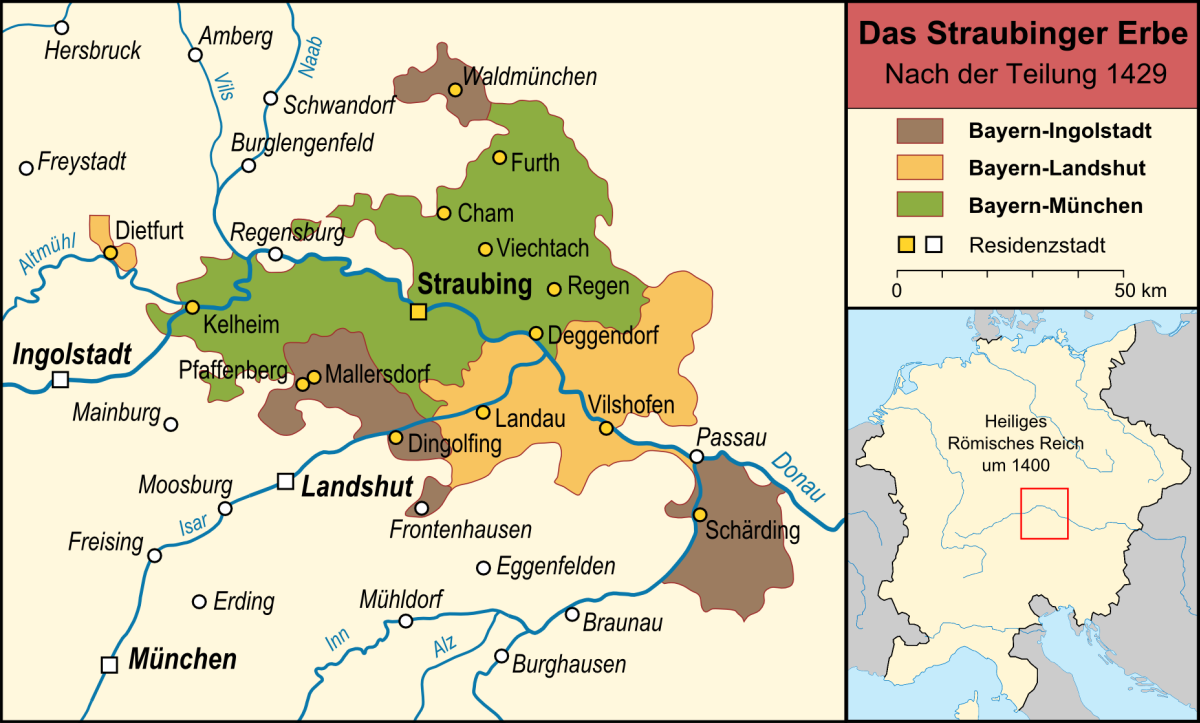
Die Aufteilung von Bayern-Straubing 1429

Die Nachfolge trat nun Albrechts ältester Sohn Wilhelm II. an, der von seinem Vater die Grafschaften Hennegau, Holland und Seeland erbte, die Verwaltung über Niederbayern-Straubing besorgte weiterhin Johann III., ohne dass es zu einer Erbteilung kam.
Nach dem unerwarteten Tod Wilhelms II. im Jahr 1417 kam es zu erbitterten Machtkämpfen. Wilhelm hatte seine Tochter Jakobäa als Erbin der niederländischen Gebiete eingesetzt. Johann erkannte ihre Ansprüche jedoch nicht an und wollte die alleinige Macht im Herzogtum Straubing-Holland übernehmen. Reichsrecht, die Gebräuche in Holland und Seeland sowie die Hausverträge der Familie Wittelsbach waren dabei auf seiner Seite, und auch die städtisch-bürgerliche Partei der Kabeljauwen unterstützte ihn in der Hoffnung auf mehr politisches Mitspracherecht. Nachdem Johann gezeigt hatte, dass er seine Forderungen auch militärisch durchsetzen konnte, musste ihm die hartnäckig um ihr Erbe kämpfende Jakobäa stückweise die Macht über ihre Länder einräumen. Ihre wechselnden Ehebündnisse mit Frankreich, Brabant und England hatten der selbstbewussten Fürstin nicht die Hilfe eingebracht, die sie sich erhofft hatte.
König Sigismund belehnte den ehemaligen Lütticher Elekten, der inzwischen sein Bistum aufgegeben und die Kaisernichte Elisabeth von Görlitz geheiratet hatte, gerne mit den niederländischen Territorien. Er befürchtete nicht zu Unrecht, dass sie unter Jakobäa allzu sehr unter die Vorherrschaft Frankreichs und Burgunds geraten würden. Johann sollte der letzte Herzog von Straubing-Holland sein. Er entfaltete in den wenigen Jahren, die ihm noch blieben, eine rege Tätigkeit. Johann förderte Künstler wie den Maler Jan van Eyck und ließ das Straubinger Schloss ausbauen. Den einflussreichen Viztum Heinrich Notthafft von Wernberg, der aufgrund seines Reichtums die Kontrolle über Teile des von Hussiteneinfällen bedrohten Straubinger Ländchens erlangt hatte, ersetzte er durch einen Holländer.

### Das Ende des Herzogtums
Im Januar 1425 wurde Johann III. unter ungeklärten Umständen vergiftet, ohne einen Erben hinterlassen zu haben. Die umkämpften Grafschaften fielen auf seinen Wunsch aber nicht etwa an seine Nichte Jakobäa, sondern an deren Vetter Philipp III. von Burgund, gegen den sie sich abermals nicht behaupten konnte. Im Haager Vertrag von 1433 erhielt Philipp die vollständigen Herrschaftsrechte über Hennegau, Holland und Seeland, nachdem ihm schon in den Verträgen von Douai (1425) und Delft (1428) weitreichende Vollmachten überschrieben worden waren. Damit endete die Geschichte der Wittelsbacher in den Niederlanden.
Auch das „Straubinger Ländchen“ war nach Johanns Ermordung Gegenstand heftiger Streitigkeiten unter den bayerischen Wittelsbachern, an denen sich auch der spätere römische König Albrecht von Österreich als Neffe Johanns beteiligte. Die Straubinger Landstände, die einen Erbfolgekrieg zwischen den wittelsbachischen Linien befürchteten, riefen schließlich König Sigismund um Hilfe an. Dieser verfügte 1429 im Preßburger Schiedsspruch die Aufteilung der niederbayerischen Gebiete zwischen Ludwig VII. dem Gebarteten von Bayern-Ingolstadt, Heinrich dem Reichen von Bayern-Landshut sowie Ernst und Wilhelm III. von Bayern-München, dem auch die Hauptstadt Straubing zufiel. Ernst setzte seinen Sohn, den späteren Herzog Albrecht III., als Statthalter in Straubing ein. Das Herzogtum Straubing-Holland hatte damit aufgehört zu existieren.

## Soziokultureller Grundriss

### Mobilität
Die territoriale Zersplitterung des Herzogtums führte zu einer erhöhten Mobilität der Bevölkerungsteile, die aufgrund ihrer Fähigkeiten in allen Landesteilen gebraucht wurden. Dazu gehörten die Künstler und Handwerker, die für die Ausgestaltung der herzoglichen Residenzen und den Bau von Kirchen, Klöstern und öffentlichen Gebäuden benötigt wurden. Prominente Beispiele waren die Dombaumeister Hans von Burghausen und Hans Krumenauer. Aus den Briefen und Urkunden der Herzöge sind daneben eine ganze Reihe weiterer Handwerker bekannt, die oft fern der Heimat tätig wurden. So ließ sich in Straubing ein Goldschmied namens Hans von Seeland nieder. Auch Musiker und Sänger unternahmen weite Reisen, um ihre Künste zu zeigen. Albrecht II. vermerkt als Statthalter in Straubing den Besuch des holländischen Pfeifers seines Vaters und des Sängers des römischen Königs.

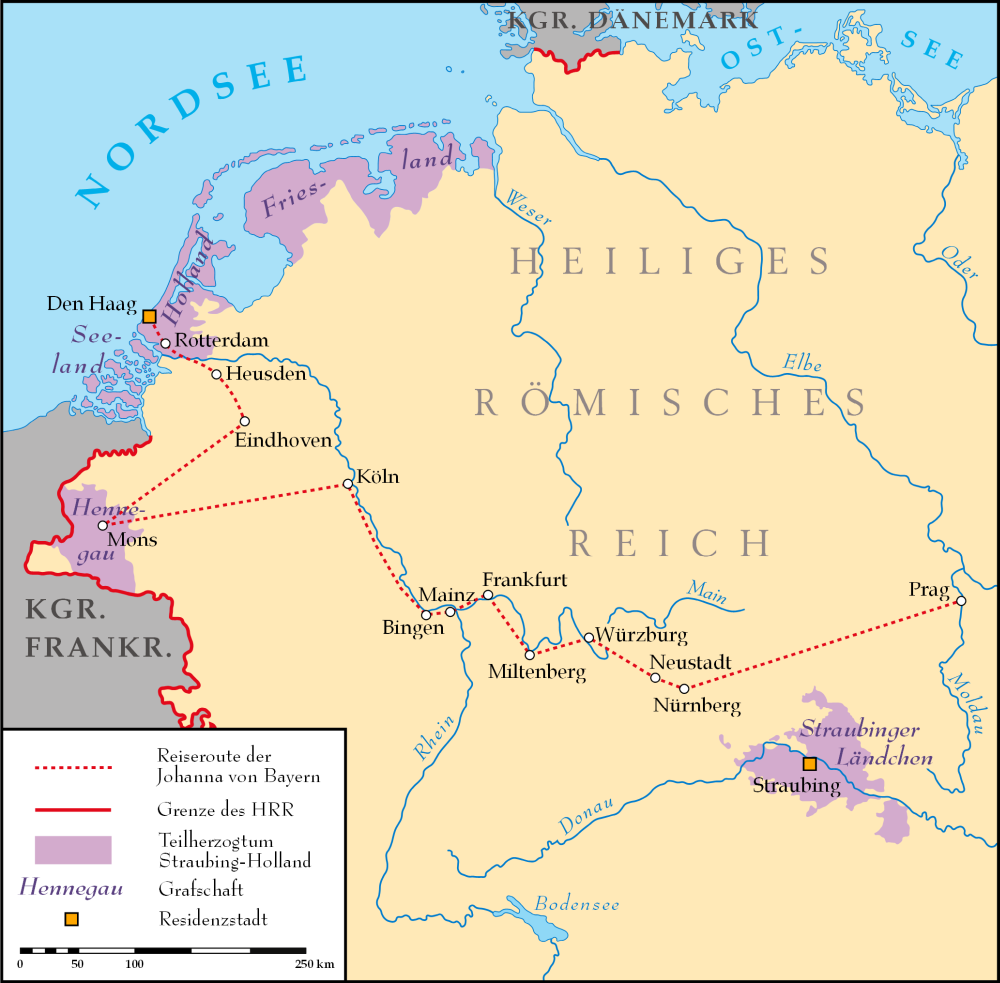
Johannas Reise zu ihrem Ehemann nach Prag 1370

Für die Verwaltung des Herzogtums war es erforderlich, dass die Herzöge ständig über die Vorgänge in allen Landesteilen auf dem Laufenden gehalten wurden. Ständig waren Boten und Verwaltungsfachleute unterwegs. Damit diese ungestört reisen konnten, war ein gutes Einvernehmen mit den Herren der auf dem Weg liegenden Territorien erforderlich. Geleitbriefe des Herzogs schützten wichtige Persönlichkeiten wie Johann von Leuchtenberg und Heinrich Nothaft, die in dessen Abwesenheit das Straubinger Ländchen regierten und regelmäßig nach Holland reisen mussten. Diese Reisen können heute recht gut rekonstruiert werden, da in den herzoglichen Rechnungsbüchern alle Ausgaben für Wegzehrung und Unterbringung der Gäste detailliert niedergelegt sind. Ihnen ist auch zu entnehmen, dass gelegentlich sogar einfache Bürger auf eigene Faust zum fernen Herzog reisten.
Auch die Herzöge selbst waren viel unterwegs. Die Gefangennahme des jungen Albrecht I. durch den Grafen von Jülich 1355 macht deutlich, dass das nicht immer ganz ungefährlich war. Besonders gut dokumentiert ist die Reise des Herzogspaares und seiner Tochter Johanna im Spätsommer 1370 nach Nürnberg, wo Johanna an die Vertreter ihres zukünftigen Schwiegervaters Karl IV. übergeben wurde. Die Reiseroute führte von Den Haag über Rotterdam, Eindhoven, Köln, Bingen, Mainz, Frankfurt am Main und Würzburg nach Nürnberg. Die Eltern verbrachten den Winter in Straubing, während die Tochter nach Prag weiterreiste. Neben solchen politisch motivierten Reisen sorgten auch die letzten Kreuzzüge für Mobilität. Der spätere Herzog Wilhelm II. nahm 1386 an einem Preußenkreuzzug des Deutschen Ordens teil und die Teilnehmer am Kreuzzug gegen die Osmanen machten 1396 in Straubing Station.

### Kultur

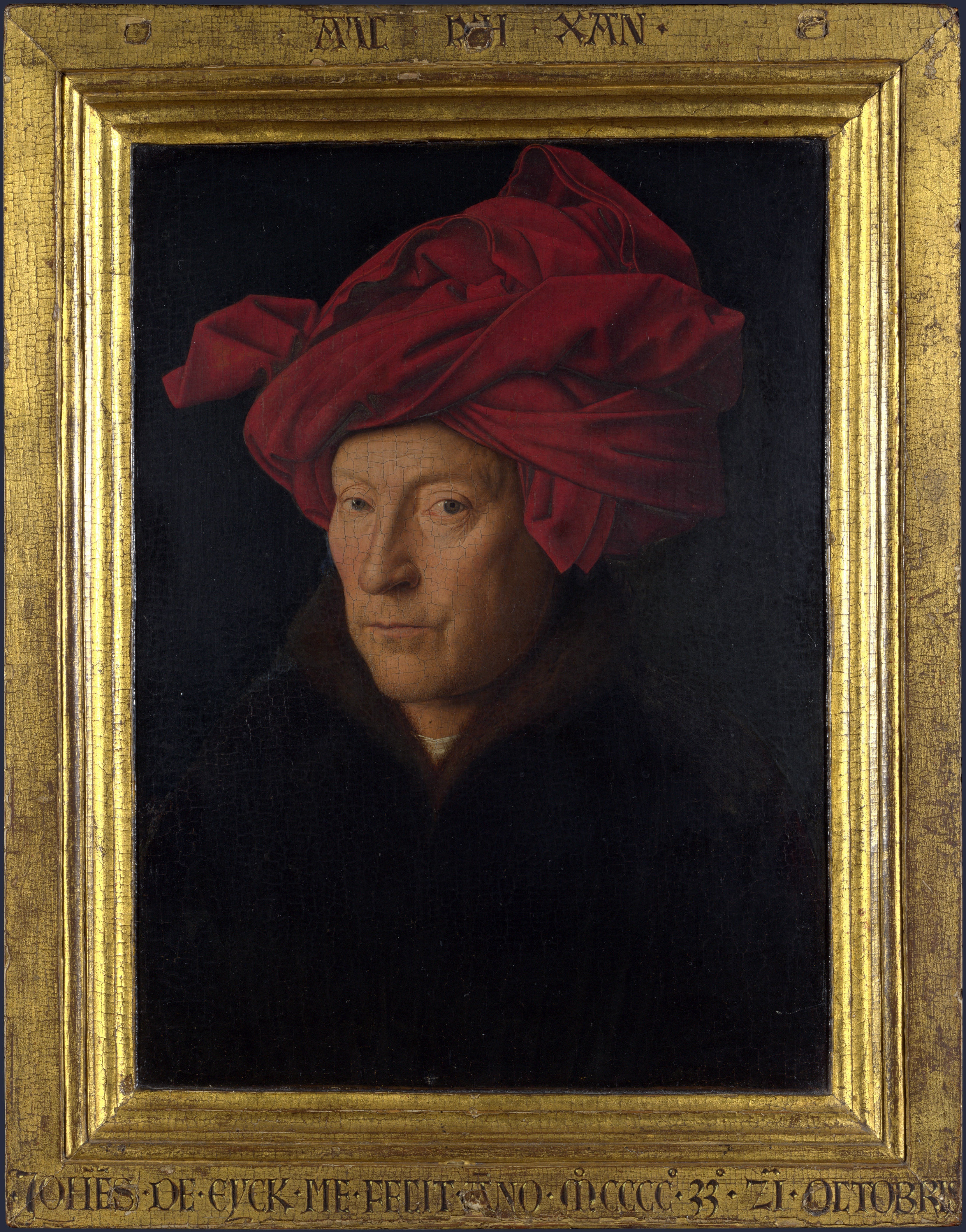
Jan van Eyck wurde von Herzog Johann III. von Straubing-Holland gefördert (Selbstbildnis von 1433).

Vor allem in Den Haag, aber auch in Straubing unter Albrecht II. (1387–1397) blühte das kulturelle Leben. Bedeutende Künstler kamen von weither an den Hof der Herzöge von Straubing-Holland, der von holländischen, bayerischen, französischen und burgundischen Einflüssen geprägt war. Musiker und Herolde traten dort auf, darunter Claes Heynen, der unter dem Künstlernamen „Herold Bayern“ zu den berühmtesten Vertretern seiner Zunft zählte. Auch die höfische Dichtung erlebte einen Aufschwung. Der herzogliche Kanzler Dirc Potter und Willem van Hildegaersberch schrieben über Liebe, Tugend und Ehre. Viele dieser Gedichte sind in der um 1400 entstandenen Haager Liederhandschrift enthalten. Die oft in einer holländisch-deutschen Mischsprache verfassten Texte wurden damals offenbar noch im ganzen Herzogtum verstanden.
Die Herzöge von Straubing-Holland hatten sich der Förderung der Ritterkultur verschrieben. Albrecht I. stiftete sogar einen Ritterorden, den Orden vom heiligen Antonius. Herolde wie Claes Heynen priesen ritterliche Taten und überwachten die Einhaltung des ritterlichen Verhaltenskodex. Die Herzöge organisierten große Turniere oder nahmen an den Fastnachtsturnieren des europäischen Hochadels teil. Auch das Papageienschießen erfreute sich allgemeiner Beliebtheit. Es war zunächst nur in den Niederlanden bekannt und wurde von Albrecht I. und dessen gleichnamigem Sohn auch in Bayern eingeführt. Der große Festsaal im Straubinger Herzogschloss trägt noch heute den Namen Rittersaal. Auch die Teilnahme am Preußenkreuzzug passt in dieses Muster. Wilhelm II. wollte im Osten nicht nur Kampferfahrung sammeln, sondern auch Ritterehre.
Vor allem der letzte Herzog, Wilhelms Bruder Johann III., machte sich daneben auch um die Malerei verdient. Johann war wohl schon als Fürstelekt von Lüttich auf den jungen Maler Jan van Eyck aufmerksam geworden und verpflichtete ihn als Hofmaler. In den herzöglichen Rechnungsbüchern ist van Eyck zwischen 1422 und 1424 bezeugt. Johann beauftragte seinen Hofmaler mit der Ausmalung der herzoglichen Residenz in Den Haag. Daneben erfüllte van Eyck wohl auch die üblichen Aufgaben, die mit diesem Amt verbunden waren, wie das Bemalen von Bannern und Schilden oder den Entwurf von Geschirr und Grabmälern. Möglicherweise wurde auch das Grab des Straubinger Bürgers Ulrich Kastenmayr von ihm entworfen, der in seiner Funktion als herzoglicher Kämmerer 1424 am Hof Johanns weilte.

### Politik

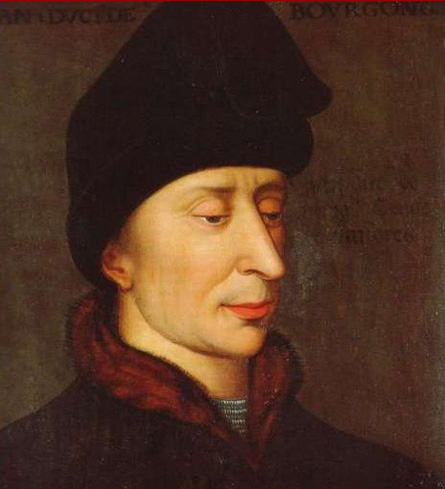
Herzog Johann von Burgund war einer der Schwiegersöhne Albrechts I.

Die Herzöge von Straubing-Holland mussten in ihrer Regierungstätigkeit nicht nur auf ihre Nachbarn Rücksicht nehmen, sondern vermehrt auch auf ihre Untertanen. So mussten sie in Holland und Seeland zwischen zwei Parteien vermitteln, den Hoeken, die sich vor allem aus dem Adel rekrutierten, und den Kabeljauwen, die auf der Seite der aufstrebenden Städte standen, die sich immer wieder auf die Seite des einen oder anderen Mitglieds des Hauses Straubing-Holland schlugen. Im ganzen Herzogtum wuchs mit ihrem wirtschaftlichen Aufstieg der Einfluss der Städte und insbesondere im Straubinger Ländchen forderten die Landstände ein Mitspracherecht.
Die Landstände hatten sich im 14. Jahrhundert entwickelt und bestanden aus den Prälaten als Vertretern der Kirche, den Städten und Märkten und den dort ansässigen Adligen. Im Straubinger Ländchen gehörten ihnen unter anderem die Städte Straubing, Cham, Deggendorf, Dingolfing, Kelheim, Landau und Vilshofen und die Märkte Geiselhöring, Hengersberg, Kötzting und Plattling an. Die Geistlichkeit wurde durch Klöster wie Aldersbach, Mallersdorf, Metten, Niederalteich, Oberalteich, Weltenburg und Windberg vertreten. Keine Mitglieder der Landstände waren die noch recht jungen Klöster der Bettelorden wie Karmeliten oder Franziskaner. Die bedeutendste Gruppe im Straubinger Ländchen waren jedoch Adelsgeschlechter wie die Kammerauer, Nussberger oder Puchberger. Am Ende des Herzogtums waren 96 namentlich bekannte Adlige Mitglied der Landstände.
Die Herzöge waren meist in den nördlichen Grafschaften beschäftigt, vor allem Friesland war ein ständiger Unruheherd. Umso wichtiger war eine geschickte Außenpolitik, die ihnen den Rücken freihielt. Albrecht I. erreichte dieses Ziel, indem er seine sieben Kinder mit mächtigen Nachbarn vermählte. Er schloss Heiratsbündnisse mit Burgund, Habsburg, den Luxemburgern und Jülich. Auch die Besetzung des Bischofsstuhls von Lüttich mit seinem Sohn Johann diente diesem Ziel. Albrechts Söhne besaßen allerdings nicht das politische Fingerspitzengefühl des Vaters. Innenpolitisch machten Friesen, Hoeken und Kabeljauwen immer wieder Schwierigkeiten, während vor allem das Straubinger Ländchen die Folgen der Hussitenkriege zu spüren bekam. Der Streit zwischen Jakobäa und Johann III. um die Niederlande sorgte ebenfalls für Unruhe.

### Verwaltung

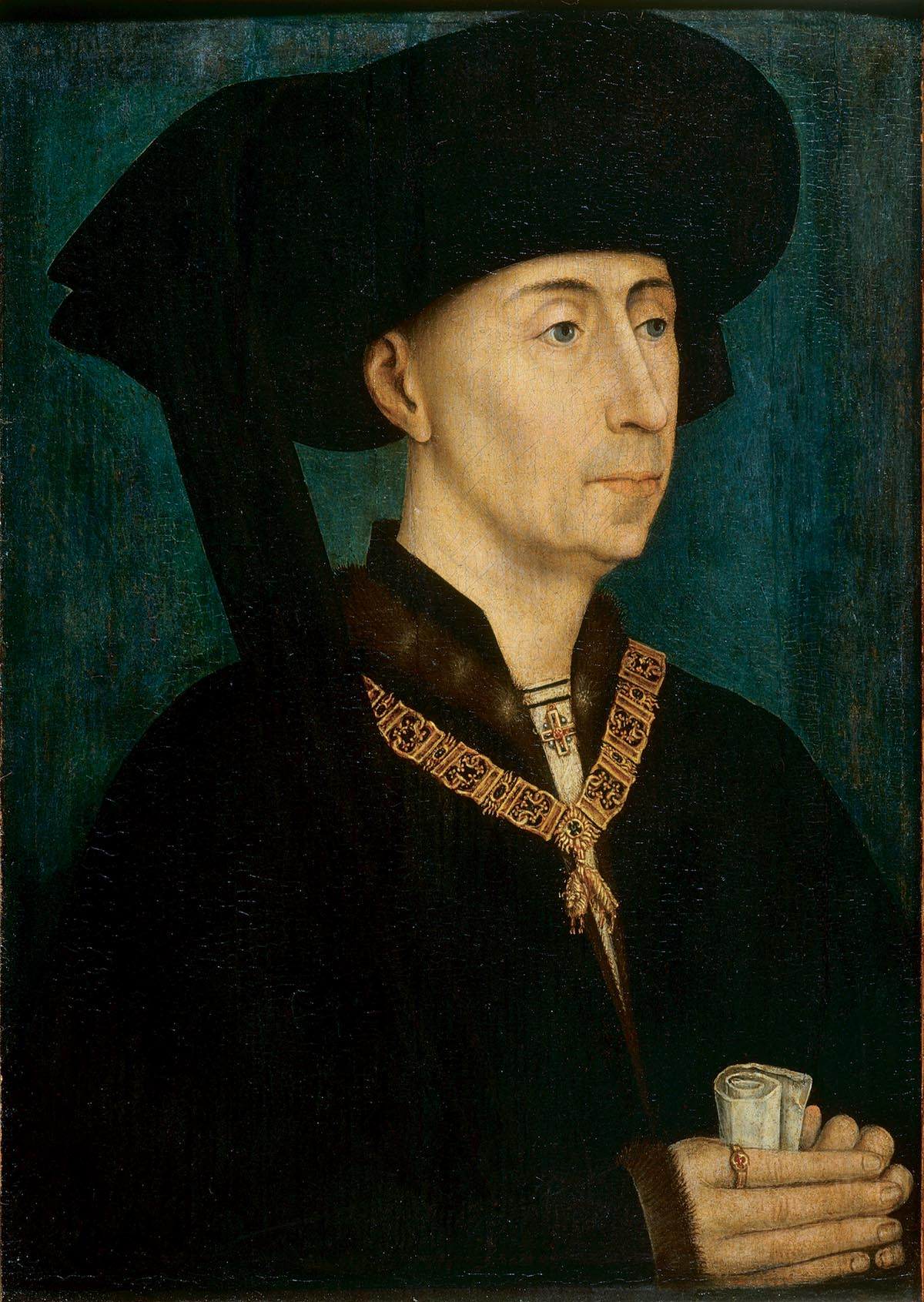
Philipp der Gute beendete die Tradition der verzierten Rechnungsbücher (zeitgenössisches Gemälde von Rogier van der Weyden).

Das größte Gewicht unter den Mitgliedern der Landstände hatten die herzoglichen Räte, die unter dem Vorsitz des Viztums in Abwesenheit des Herzogs die Geschicke des niederbayerischen Landesteils lenkten. Daneben waren der Leiter der herzoglichen Kanzlei und der Landschreiber von Bedeutung. Der Geistliche Rabno von Mauren bekleidete seit 1368 die Ämter des Protonotars, des Kanzlers und des Landschreibers in Personalunion und gewann so erheblichen politischen Einfluss. Das letzte Wort hatte allerdings in der Regel der Landpfleger wie Johann von Leuchtenberg. Da die Herzöge nur selten in Straubing weilten, konnten die Pfleger und Viztume relativ selbstständig regieren. Sie mussten aber damit rechnen, bei Fehlverhalten nach Den Haag zitiert zu werden.
Die Verwaltung des Herzogtums wurde vor allem in den ersten Jahrzehnten seines Bestehens von Fachleuten aus Niederbayern bestimmt, darunter Rabno von Mauren und Peter Kammerauer. Besonders deutlich wird der bayerische Einfluss in der Gestaltung der Rechnungsbücher. Diese waren vor der Ankunft Albrechts I. in Holland nüchterne Listen ohne jeden Zierrat. Albrechts Untergebene begannen nun, die Rechnungen mit kleinen Zeichnungen auszuschmücken. Kammerauer bevorzugte Tiere und Pflanzen, sein Nachfolger Conrad von Silice Hunde und Jagdszenen. Noch Heinrich Nothaft folgte dieser Tradition, die mit dem Tod des letzten Herzogs Johann III. 1425 abrupt endete. Offenbar war der neue starke Mann Philipp der Gute mehr an den nackten Zahlen als an deren Präsentation interessiert.
In der Verwaltung Straubing-Hollands waren auch Nichtadlige stark vertreten. Freie Bürger waren als Zöllner, Förster oder Rentmeister tätig, manche stiegen wie der dichtende Schatzmeister Dirc Potter sogar in den Adelsstand auf. Nur der Bereich der Rechtsprechung blieb dem alten Adel vorbehalten. In den Küstengebieten des Herzogtums war daneben das Amt des Deichgrafen von besonderer Bedeutung. Die Wasserbehörden waren hier geradezu lebenswichtig. Albrecht I. förderte deshalb das für den Küstenschutz zuständige Hooghemraadschap nach Kräften. Es führt noch heute das Wappen der Herzöge von Straubing-Holland. Im bayerischen Teil des Herzogtums, der in Landgerichte gegliedert war, war die Donau die wichtigste Wasserstraße. Hier waren die drei Donaubrücken und die Donaufähren die neuralgischen Punkte. Der Betrieb und die Instandhaltung der Straubinger Brücke wurde dabei den Bürgern der Stadt überlassen.

### Wirtschaft
Die wirtschaftliche Entwicklung des Herzogtums verlief ausgesprochen positiv. In der Anfangszeit dominierten noch Ackerbau, Viehzucht und Jagd, aber schon bald blühten in Holland und Seeland Handel, Fischerei und Schiffbau. Von entscheidender Bedeutung wurde die Erfindung des Einsalzens von Heringen um 1400. Heringe konnten nun einfacher haltbar gemacht werden. Dadurch wurden längere Fahrten möglich. Die Betreiber von Reedereien und Fischfangflotten gelangten so zu großem Reichtum, den sie auch in politisches Mitspracherecht ummünzen wollten. Viele von ihnen waren auch an den neuen Brauereien und Ziegeleien beteiligt, die mit dem Wachstum und dem Ausbau der Städte entstanden. Die Herzöge förderten die Städte durch Privilegien und konnten so Handel und Textilgewerbe in den Grafschaften etablieren.
Im fruchtbaren Niederbayern blieb die Bedeutung der Landwirtschaft größer als im Norden. Die hier lebenden Juden durften allerdings in diesem Sektor nicht tätig werden und wandten sich daher dem Handel und Bankwesen zu. Gegen Ende des Herzogtums lebten sie in Dietfurt, Kelheim, Abbach, Plattling, Straubing und Vilshofen. Einige von ihnen gelangten zu beträchtlichem Reichtum. So zahlten fünfzehn namentlich bekannte Juden mit 93 Gulden mehr Steuern als Städte wie Dingolfing oder Landau. Allerdings entwickelten sich auch die Städte, denen wie im Norden das besondere Augenmerk der Herzöge galt, wirtschaftlich recht gut. Bedroht wurde diese Entwicklung durch die 1419 beginnenden Hussitenkriege. Immer wieder fielen Soldaten aus dem nahen Böhmen im Bayerischen Wald ein und raubten das Vieh und die bewegliche Habe der Menschen. Noch nach dem Ende des Herzogtums hatten dessen Erben Ernst und Albrecht III. mit den Hussiten zu kämpfen.

### Städte

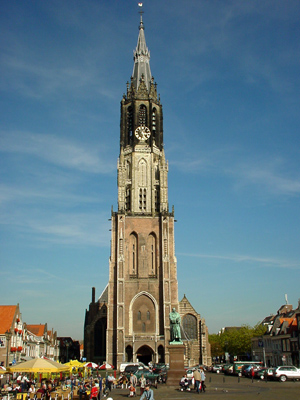
Die Neue Kirche zu Delft wurde unter den Herzögen von Straubing-Holland erbaut.

Die Herzöge von Straubing-Holland, allen voran Albrecht I. während seiner mehr als fünfzigjährigen Regentschaft, kümmerten sich in hohem Maße um die Entwicklung der ihnen unterstellten Städte und Märkte. In Holland und Seeland gab es bereits eine ganze Reihe kleinerer Städte, die nun durch die ihnen verliehenen Privilegien wirtschaftliche Bedeutung erlangten. Beispiele dafür sind Dordrecht, dem das Stapelrecht verliehen wurde, und Middelburg, das sich zum Vorhafen Antwerpens entwickelte. In Leiden und Den Haag blühte das Textilgewerbe, während sich in Delft, Haarlem und Gouda zahlreiche Brauereien etablierten. Die zunehmende Wirtschaftskraft der Städte ging mit einem verstärkten Willen zur Teilnahme an der Regierung einher. Albrecht I. konnte die Herrschaft über Delft und Dordrecht erst durch eine Belagerung der beiden Städte erzwingen.
Auch in Niederbayern fanden die Herzöge bereits etwa dreißig Städte und Märkte vor, die zum Teil von ihren wittelsbachischen Vorfahren gegründet worden waren. Die Städte Straubing und Landau gingen beispielsweise auf Ludwig den Kelheimer zurück. Nur Dietfurt im Altmühltal wurde erst 1416 zur Stadt erhoben. Die geringere Bedeutung der neuen Stadt Dietfurt zeigt sich darin, dass deren Einkünfte nur rund 50 Pfund Regensburger Pfennige betrugen, während die der Residenzstadt Straubing bei rund 1000 Pfund lagen. Auffällig ist die verkehrsgünstige Lage der Städte und Märkte: Fast alle lagen an Kreuzungen zwischen schiffbaren Wasserstraßen und wichtigen landgebundenen Handelsstraßen. Für die Herzöge waren sie Verwaltungssitze, Rast- und Handelsplätze sowie vor allem im Norden auch Bestandteil der Grenzsicherung.
Im niederbayerischen Teil des Herzogtums durfte sich neben Straubing auch die Stadt Deggendorf besonderer Förderung erfreuen. Albrecht I. besuchte die Stadt 1353 persönlich und gewährte neben einigen Steuererleichterungen die Verlegung des Septembermarktes auf einen wirtschaftlich günstigen Termin im Oktober. Er unterstützte auch die Befestigung der Stadt und die Pflasterung ihrer Straßen. 1381 gab er die Stadt als Sicherheit für die Mitgift seiner jüngsten Tochter Johanna Sophie. 1410 wurde in Deggendorf ein Pfleggericht eingerichtet. Die Stadt Dingolfing erhielt eine Herzogsburg, der Markt Regen ein Kastenamt und der Markt Plattling wurde sogar an einer hochwassersicheren Stelle völlig neu angelegt. Die Förderung dieser Orte geschah dabei keineswegs aus uneigennützigen Motiven. Wenn die Orte prosperierten, konnten die Herzöge einen Teil ihres enormen Finanzbedarfs decken, indem sie sich von ihnen Geld liehen.

## Residenzstädte

### Straubing

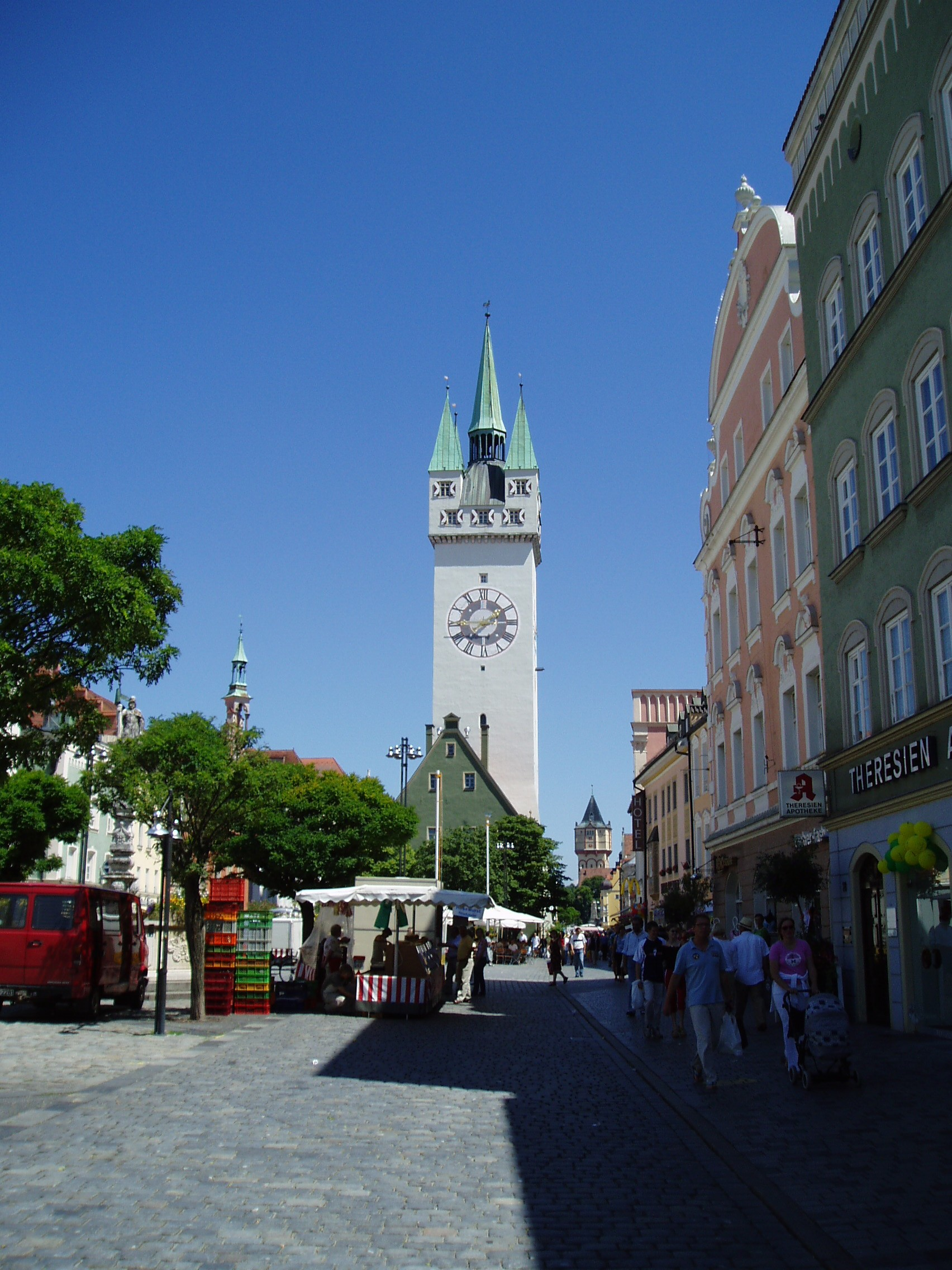
Der Straubinger Stadtturm wurde unter den Herzögen von Straubing-Holland errichtet. Das Kupferdach wurde allerdings erst später ergänzt.

Die Stadt Straubing war von den Wittelsbachern bereits seit Beginn des 13. Jahrhunderts gefördert worden. Herzog Ludwig der Kelheimer hatte 1218 die Straubinger Neustadt anlegen lassen. Die Herzöge von Straubing-Holland setzten diese Politik fort. Auch wenn sie sich nach 1358 meist im Norden aufhielten, blieb Straubing als wichtiger Verkehrsknotenpunkt und Ausgangspunkt herzoglicher Interventionen bei Kaiser und Papst ein Eckpfeiler ihrer Politik. Nicht nur die Herzöge selbst weilten immer wieder in Straubing, auch die Teilnehmer der Schlacht von Nikopolis machten 1396 hier Halt. 1422 kam sogar König Sigismund mit Frau und großem Gefolge nach Straubing. Auch zwischen Straubing und Den Haag, der nördlichen Residenz, herrschte reger Verkehr. So waren die Herzöge immer über die Vorgänge im Straubinger Ländchen informiert.
Straubing selbst wurde in vielerlei Hinsicht gefördert. Privilegien wurden bestätigt, Jahrmärkte genehmigt, Steuern gesenkt und nicht zuletzt auch zahlreiche neue Gebäude errichtet, die bis heute das Stadtbild prägen. 1356 legte Albrecht I. den Grundstein für ein repräsentatives neues Herzogsschloss, das sein Sohn Johann III. noch ausbauen ließ. Der von Johann errichtete Rittersaal zählt zu den größten Festräumen des deutschen Mittelalters. Auf die Initiative Albrechts I. gehen auch die Ansiedlung der Beschuhten Karmeliten und der Bau der Karmelitenkirche zurück. Das Grabmal Albrechts II. im Chor der Kirche ist das einzige erhaltene Grab eines Herzogs von Straubing-Holland. Daneben wurden die Straßen der Stadt gepflastert, der Stadtturm vollendet und das Ende November 2016 bei einem Brand stark beschädigte Rathaus sowie die Kirchen St. Jakob und St. Veit errichtet.

### Den Haag
Den Haag war seit 1229 Residenz der Grafen von Holland gewesen, hatte aber unter dem Haus Avesnes stark an Bedeutung verloren. Noch Margarethe und ihr Sohn Wilhelm I. maßen dem Hennegau größere Bedeutung zu. Erst Wilhelms Bruder Albrecht I., der 1358 als Regent in den Norden kam, wählte wieder Den Haag als Herrschaftssitz.

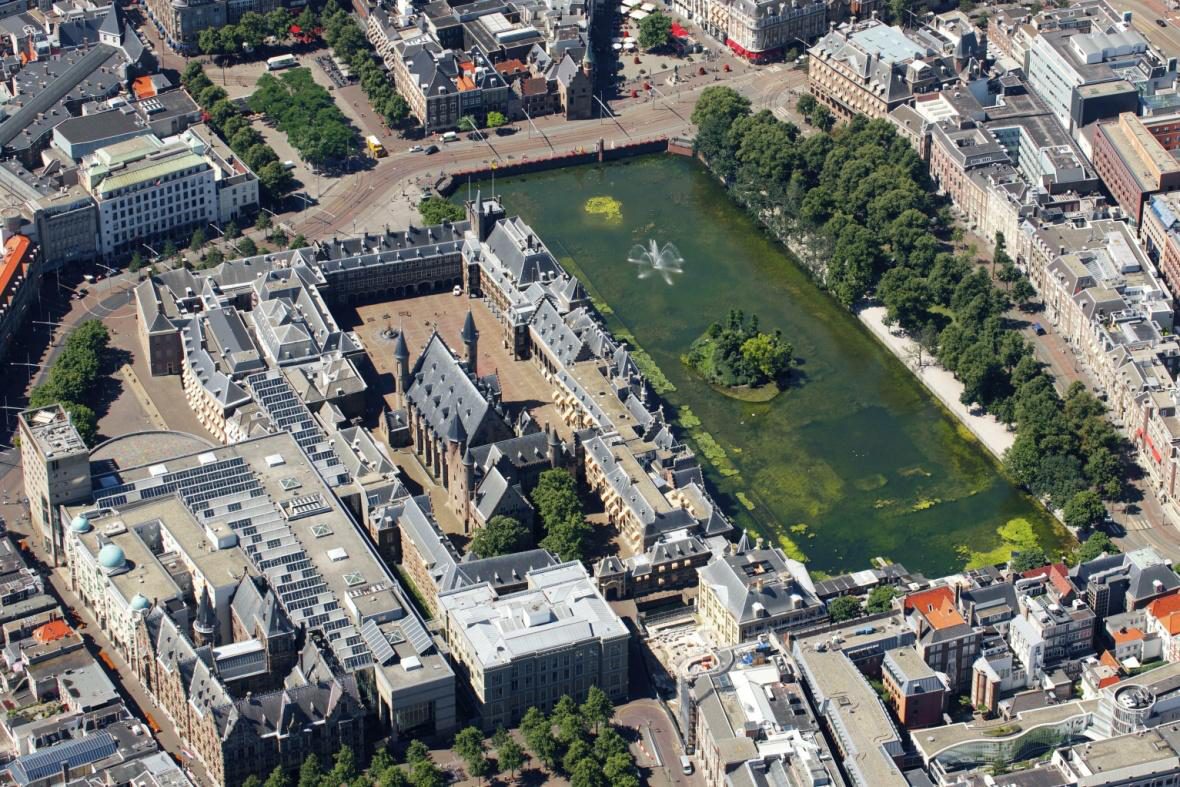
Der Binnenhof

Der Aufstieg zur Residenz zeigte sich nicht zuletzt in einer regen Bautätigkeit. Insbesondere das ehemals gräfliche und nun herzogliche Schloss, der ab 1250 erbaute Binnenhof, wurde von Albrecht deutlich erweitert und durch eine Kapelle und eine Reihe von Wirtschaftsgebäuden ergänzt. Kurz vor seinem Tod stiftete er mit seiner zweiten Frau Margarethe von Kleve ein Dominikanerkloster, das sich später zu einer der beliebtesten Grablegen Den Haags entwickelte.
Den Haag war damals noch relativ klein und noch nicht zur Stadt erhoben worden, der Einfluss der Bürger war somit geringer als an anderen Orten in den Grafschaften. Der Herzog konnte also nach Gutdünken schalten und walten. Der Hof und die zahlreichen Baumaßnahmen zogen bald Handwerker und Kaufleute von weit her in den Haag. Das Grabmal von Albrechts erster Frau Margarethe von Liegnitz wurde beispielsweise von Johann dem Bayern und von Jakob von München gestaltet. Durch Arbeiter und Beamte aus dem heimatlichen Bayern und vor allem durch Gesandte der europäischen Fürstenhäuser wurde die Residenz zu einem Ort des internationalen Austauschs. Trotz der machtpolitisch zunächst wenig bedeutenden Position der Herzöge von Straubing-Holland gelangte ihre Residenz in Den Haag so zu europäischer Bedeutung.

## Dynastie

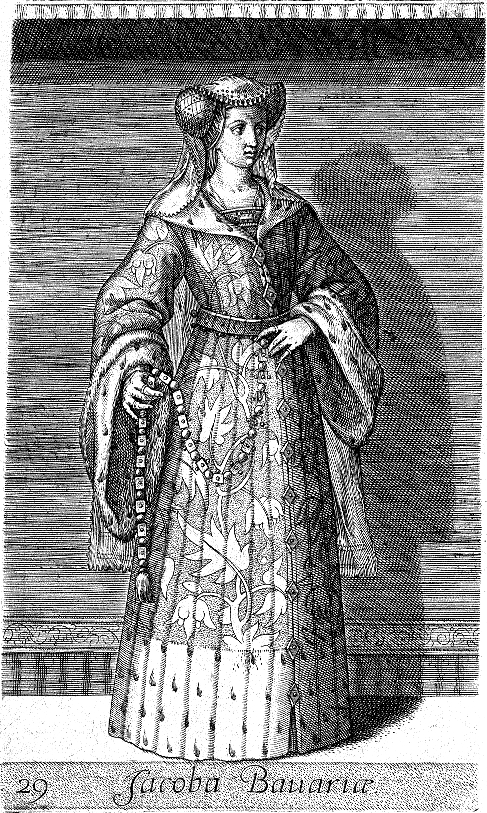
Jakobäa (aus Michiel Vosmeer, Principes Hollandiae et Zelandiae, Antwerpen 1578)

### Genealogie
Die Linie der Herzöge von Straubing-Holland geht auf Kaiser Ludwig IV. und dessen zweite Ehefrau Margarethe von Avesnes zurück. Ihr Sohn Wilhelm I. war der erste Herzog. Wilhelm erlitt jedoch 1357 einen geistigen Zusammenbruch und blieb kinderlos. Sein Nachfolger wurde sein Bruder Albrecht I. Albrecht I. hatte zahlreiche Kinder, darunter drei eheliche Söhne, Wilhelm II., Albrecht II. und Johann III. Daneben hatte er vier eheliche Töchter, von denen Katharina mit Wilhelm von Jülich, Johanna mit Wenzel von Böhmen, Margarete mit Johann von Burgund und Johanna Sophie mit Albrecht von Österreich verheiratet war. Aus mehreren unehelichen Verbindungen hatte Albrecht I. noch mindestens sieben weitere Kinder.
Trotz der vielen Kinder, die er in die Welt gesetzt hatte, sollte das Haus Straubing-Holland Albrecht I. nur um zwei Generationen überdauern. Wilhelm II. hatte nur eine Tochter aus seiner Ehe mit Margarete von Burgund, seine vier unehelichen Söhne waren nicht zur Nachfolge berechtigt. Seine Brüder Albrecht II. und Johann III. hatten keine Kinder. Albrecht II. starb, bevor er eine Ehe eingehen konnte, und Johann musste als Bischof von Lüttich lange unverheiratet bleiben. Mit Johann III. starb 1425 das letzte männliche Mitglied der Dynastie, die schließlich 1436 mit dem Tod Jakobäas, der Tochter Wilhelms II., ausstarb. Die von ihr beherrschten Territorien fielen an Burgund und an die anderen bayerischen Teilherzogtümer.

## Quellen

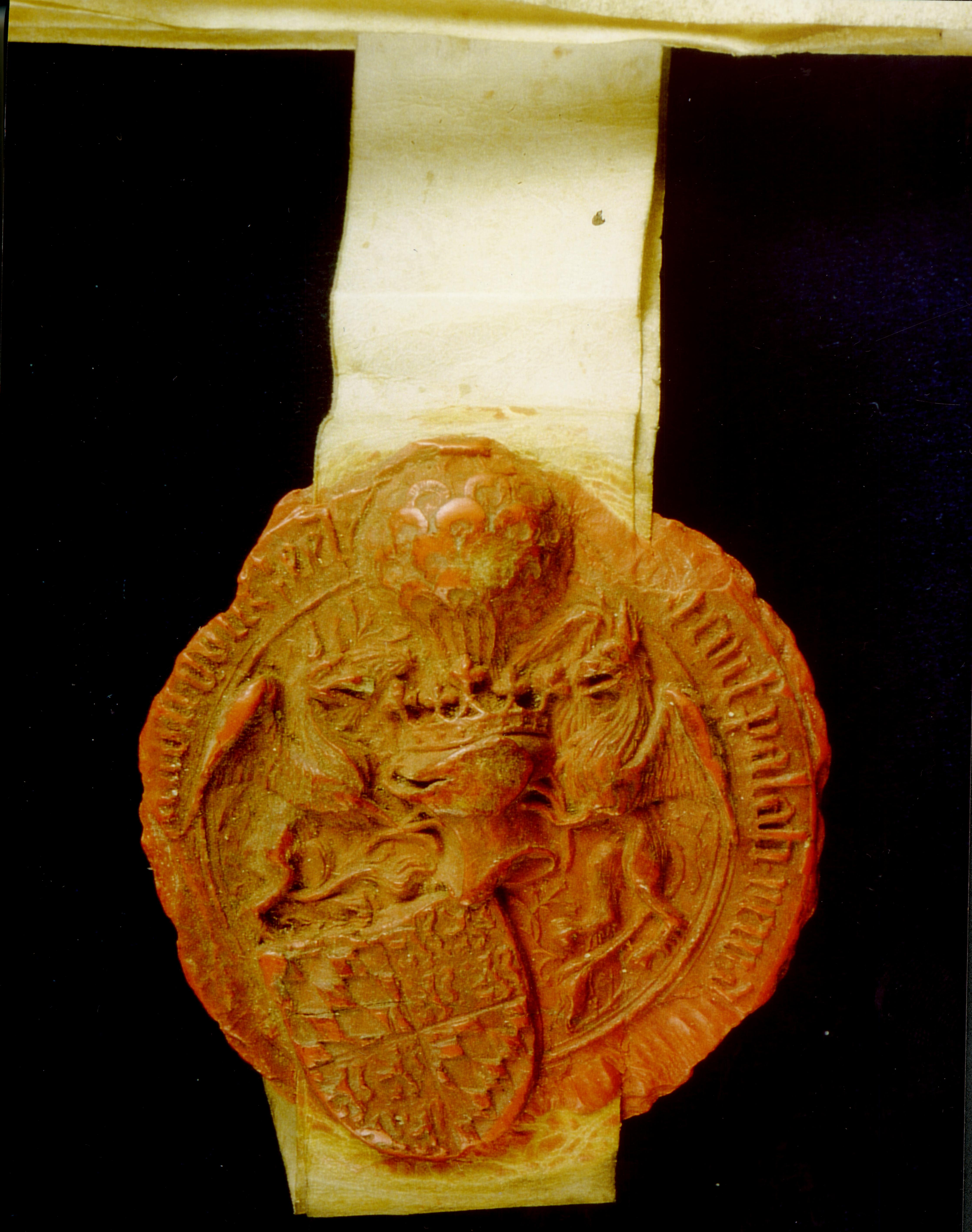
Siegel Johanns III. von 1422 (Stadtarchiv Straubing, Urkundensammlung 322)

### Liste der Herzöge
| Name         | Regierungszeit                                                                                          | Abstammung           |
| ------------ | --- | -------------------- |
| Wilhelm I.   | 1347–1389 Herzog von Straubing-Holland, seit 1357 wegen einer Geisteskrankheit regierungsunfähig        | Sohn Ludwigs IV.     |
| Albrecht I.  | 1347–1404 Herzog von Straubing-Holland, 1347–1358 Herzog in Straubing, 1358–1389 Regent der Niederlande | Bruder Wilhelms I.   |
| Albrecht II. | 1387–1397 Statthalter in Straubing                                                                      | Sohn Albrechts I.    |
| Wilhelm II.  | 1404–1417 Herzog von Straubing-Holland, Herzog in den Niederlanden                                      | Sohn Albrechts I.    |
| Johann III.  | 1404–1425 Herzog von Straubing-Holland, 1404–1417 Herzog in Straubing                                   | Sohn Albrechts I.    |
| Jakobäa      | 1417–1433 Erbin der Niederlande, von Johann III. 1420 entmachtet                                        | Tochter Wilhelms II. |